# Marco Pantani
Marco Pantani (Cesena, 13 januari 1970 – Rimini, 14 februari 2004) was een Italiaans wielrenner. Zijn grootste successen boekte Pantani in 1998, toen hij zowel de Ronde van Frankrijk als de Ronde van Italië won.

## Biografie

### Wielerloopbaan

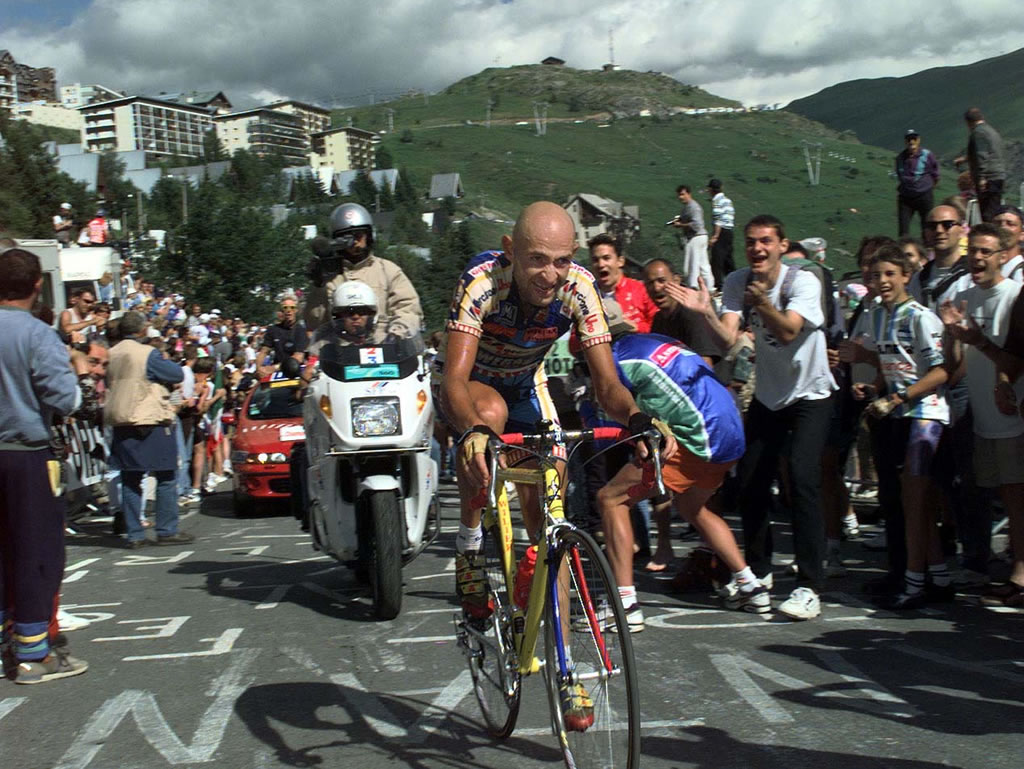
Pantani tijdens de Ronde van Frankrijk 1997.

Marco Pantani begon in 1992 met professioneel wielrennen, eerst bij de ploeg Carrera, later bij Mercatone Uno. Als wielrenner was Pantani een echte klimmer, die de beslissing tijdens beklimmingen probeerde te forceren. Door zijn korte lichaamslengte, kale schedel en grote oren had hij de bijnaam Il Elefantino (Het Olifantje). Hij werd ook soms Il Pirata (de piraat) genoemd. Zijn carrière kenmerkte zich door grootse overwinningen en veel tegenslag.
In zijn debuutjaar 1992 won hij met overmacht de Baby Giro. In 1994 volgde de doorbraak in het profpeloton. Pantani won overtuigend twee zware Dolomieten-ritten in de Giro en werd tweede in het eindklassement. In de Tour van datzelfde jaar kon Pantani geen rit winnen, maar zorgde wel voor spektakel in de bergen. In Parijs eindigde Pantani als derde.
In 1995 kon Pantani zijn tweede plaats in de Giro niet verdedigen. Door een aanrijding tijdens een training moest hij aan de kant blijven. De Tour kon Pantani wel rijden. In de voorbereiding op de Tour toonde Pantani al goede benen door een bergrit in de Ronde van Zwitserland te winnen. De Tour verliep voor Pantani succesvol met twee spectaculaire overwinningen in de bergen, een rit naar Alpe d'Huez, die hij in een recordtijd beklom (36'50"), en de rit naar Guzet Neige. In het klassement kon hij niet meespelen en werd uiteindelijk dertiende. Op het WK in Colombia eindigde Pantani in een spannende wedstrijd als derde.
Later dit jaar kwam hij hard ten val in de wedstrijd Milaan-Turijn. Na een lange revalidatie begon Pantani in 1997 weer met wielrennen, en in dat jaar won hij twee etappes in de Ronde van Frankrijk.
In 1998 won hij met overmacht zowel de Ronde van Frankrijk als de Ronde van Italië met in beide rondes twee etappezeges. Voor de Tour was het de eerste Italiaanse overwinning in meer dan dertig jaar.
Na zijn grote successen in 1998 ging het snel bergafwaarts met zijn carrière. In 1999 raakte hij betrokken bij een dopingschandaal. Twee dagen voor het einde van de Ronde van Italië werd Pantani, die op dat moment het klassement aanvoerde en onbedreigd op zijn tweede opeenvolgende overwinning leek af te stevenen, uit de koers genomen vanwege een te hoge hematocrietwaarde. Pantani werd de jaren hierop meerdere malen met doping in verband gebracht. In 2002 kreeg Pantani van de UCI een schorsing van zes maanden nadat in 2001 een spuit met insuline op zijn hotelkamer was gevonden. In deze jaren moest Pantani meerdere malen voor depressiviteit en drugsverslaving behandeld worden.
Het drama van de uitsluiting in de Giro van 1999 was het einde van de sportman Marco Pantani. In de jaren die volgden heeft Pantani nooit meer fysieke moeilijkheden gehad maar door mentale problemen was hij niet meer in staat om, net als zijn concurrenten en zoals hij dit vroeger kon, voor zijn vak te leven. In 2000 was er nog een serieuze opleving in de Ronde van Frankrijk. Pantani won daarin twee ritten. De rit naar de Mont Ventoux was een indrukwekkende overwinning op Armstrong, die na de rit beweerde dat hij de rit had weggegeven. Pantani sprak dit de dag erop tegen. Hij zon op wraak en zijn tweede overwinning naar Courchevel was een bijna ouderwetse Pantani-overwinning. Ondanks de successen in deze Tour kwam zijn broze mentale gestel naar boven. Na een mislukte aanval in de laatste bergrit stapte Pantani uit de Tour. Deze actie werd hem niet in dank afgenomen door de Tourdirectie en zijn ploeg werd de daaropvolgende jaren dan ook niet uitgenodigd. Deze afwijzingen door de Tourdirectie demotiveerden Pantani. Hij voelde zich aangevallen en raakte verder in de put.
In 2003 kwam Pantani nog eenmaal sterk in actie tijdens de Ronde van Italië, waarin hij 14e werd. Dit werd zijn laatste grote uitslag. Ondanks dit resultaat, dat zeker gezien de voorgaande jaren goed was, raakte hij in een depressie en verdween uit de ogen van het publiek. Later in 2003 maakte Pantani bekend te stoppen met wielrennen. Vervolgens vereenzaamde hij en verergerden zijn depressies.

### Overlijden

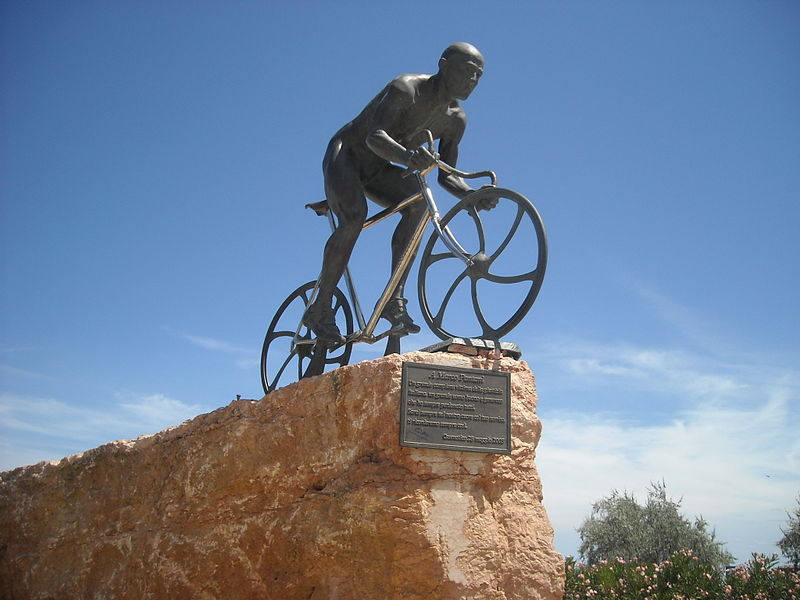
Monument in Cesenatico

Enkele dagen voor zijn dood nam hij intrek in een hotel in Rimini. Daar werd hij op 14 februari 2004 's avonds dood aangetroffen, nadat hij niet was komen opdagen bij het diner. Verschillende media speculeerden over zelfdoding middels verdovende middelen. Na autopsie bleek een hartstilstand de doodsoorzaak.
Latere persberichten gaven, volgens het persagentschap Ansa, een overdosis cocaïne als doodsoorzaak. Dit liet arts Giuseppe Fortuni weten aan de procureur die de zaak behandelde.
Op 2 augustus 2014 meldde de krant Gazzetta dello Sport dat het onderzoek naar de dood van Pantani heropend werd. Nieuwe aanwijzingen zouden het parket van Rimini hebben aangezet alsnog een nieuw onderzoek in te stellen.
In 2015 kwamen de onderzoeksresultaten van toxicoloog Franco Tagliaro naar buiten. De Italiaanse professor deed in opdracht van justitie opnieuw onderzoek naar de doodsoorzaak van de oud-wielrenner en kwam tot de conclusie dat hij is gestorven aan een cocktail van cocaïne en antidepressiva.
Op 14 maart 2016 werd in een nieuw onderzoek beweerd dat Pantani de Giro van 1999 niet mocht winnen, omdat de camorra te veel gokgeld zou verliezen. Hierop werden zijn bloedstalen vervalst volgens het onderzoek.

## Valentino Fois
Bij het overlijden van Valentino Fois in maart 2008 werden diverse parallellen getrokken met de levensloop van Pantani. Ook Fois stierf op 34-jarige leeftijd, Pantani en Fois reden samen bij Mercatone Uno en beiden raakten aan lager wal na een dopingschorsing.

## Belangrijkste overwinningen
1992
- Eindklassement Baby Giro

1994
- 14e en 15e etappe Ronde van Italië
- Jongerenklassement Ronde van Frankrijk

1995
- 9e etappe Ronde van Zwitserland
- 10e en 14e etappe Ronde van Frankrijk
- Jongerenklassement Ronde van Frankrijk

1997
- 13e en 15e etappe Ronde van Frankrijk

1998
- 14e en 19e etappe Ronde van Italië
- Bergklassement Ronde van Italië
- Eindklassement Ronde van Italië
- 4e etappe deel A Ronde van Murcia
- 11e en 15e etappe Ronde van Frankrijk
- Eindklassement Ronde van Frankrijk
- Boucles de l'Aulne
- Dwars door Lausanne

1999
- 8e, 15e, 19e en 20e etappe Ronde van Italië
- 4e etappe Ronde van Murcia
- Eindklassement Ronde van Murcia
- 2e etappe Catalaanse Week

2000
- 12e en 15e etappe Ronde van Frankrijk

## Resultaten in voornaamste wedstrijden
| Jaar | Ronde van Italië | Ronde van Frankrijk | Ronde van Spanje |
| ---- | ---------------- | ------------------- | ---------------- |
| 1993 | opgave           |                     |                  |
| 1994 | ↑ (2)            | ↑                   |                  |
| 1995 |                  | 13e (2)             | opgave           |
| 1996 |                  |                     |                  |
| 1997 | opgave           | ↑ (2)               |                  |
| 1998 | ↑ (2)            | ↑ (2)               |                  |
| 1999 | uitgesloten (4)  |                     |                  |
| 2000 | 28e              | opgave (2)          |                  |
| 2001 | opgave           |                     | opgave           |
| 2002 | opgave           |                     |                  |
| 2003 | 14e              |                     |                  |

| Jaar | Milaan-San Remo | Luik-Bast.‑Luik | Waalse Pijl | Amstel Gold Race |  | WK op de weg |
| ---- | --------------- | --------------- | ----------- | ---------------- |  | ------------ |
| 1993 |                 | 67e             | 30e         |                  |  |              |
| 1994 |                 | 67e             | opgave      | opgave           |  |              |
| 1995 | 98e             | 18e             | 25e         |                  |  | ↑            |
| 1996 |                 |                 |             |                  |  |              |
| 1997 | 31e             | 8e              | 5e          |                  |  |              |
| 1998 |                 |                 |             |                  |  |              |
| 1999 | 62e             |                 |             |                  |  |              |
| 2000 |                 |                 |             |                  |  |              |
| 2001 | 89e             |                 |             |                  |  |              |
| 2002 | 76e             | opgave          | 81e         |                  |  |              |
| 2003 |                 |                 |             |                  |  |              |